# Aloys Riehl
Pour les articles homonymes, voir Riehl.
Aloys Riehl, ou Alois Riehl (typographie allemande), né à Bozen (actuel Bolzano, Italie) au sein de l'empire d'Autriche le 27 avril 1844 et mort en Allemagne à Neubabelsberg (actuel Potsdam) le 21 novembre 1924, est un philosophe autrichien appartenant au courant du « réalisme critique » et à l'école néo-kantienne. Il est, avec Gustav Fechner, l'un des principaux représentants de la théorie du parallélisme psychophysique à la fin du XIXe siècle.

## Biographie
Aloys Riehl commence ses études à Vienne, puis les poursuit dans le domaine de la philosophie à Munich, Innsbruck et Graz. Il obtient le titre de professeur de philosophie à Graz en 1878 où il reste jusqu'en 1882 avant d'enseigner à Fribourg, Kiel et Halle, puis à Berlin.
Riehl décède à Neubabelsberg, près de Potsdam, et est enterré à Klein-Glienicke, près de sa ville natale.
Sa femme Sofie est la tante de Frieda Gross, épouse du médecin, scientifique et révolutionnaire autrichien Otto Gross.

## Théorie de la connaissance
Riehl soutient que la philosophie doit se réduire à une théorie de la connaissance et abandonner tout développement métaphysique.  Son interprétation du criticisme kantien se limite à redéfinir les conditions d'une connaissance scientifique valable et s'appuie essentiellement sur la Critique de la raison pure. Il cherche à dégager les structures qui satisfont l'exigence de la connaissance au sein d'une philosophie de la science de la nature. 
La « chose en soi » kantienne est intégrée dans son « réalisme critique », puisqu'elle fonde l'expérience possible du réel, et il admet également l'« apriorisme » de Kant, qui fonde les principes de la connaissance sur la possibilité de l'expérience. En revanche, il attribue une dimension sociale aux concepts de l'esprit qui était jusque-là étrangère à la théorie de Kant et de ses successeurs. Il voit dans la formation de l'expérience, par le travail des concepts a priori sur les sensations, un fait social et non plus individuel. 
Sur le plan métaphysique, la preuve que la sensation nous révèle la réalité du monde extérieure est tirée de la communauté d'expériences entre nous et nos semblables : c'est la preuve sociale de la réalité du monde empirique. Ainsi, la science apparaît chez Riehl dans la perspective d'un travail conceptuel intersubjectif a priori sur les sensations.

## Parallélisme psychophysique
Aloys Riehl est au sein du courant néo-kantien le représentant majeur d'une conception paralléliste du rapport entre le corps et l'esprit.  C'est dans un ouvrage de 1872 qu'il aborde pour la première fois cette question, avant de l'analyser dans le détail en 1887 dans un ouvrage intitulé « La critique philosophique et son importance pour la science positive ». Riehl y  défend une variante moniste du parallélisme psychophysique. Selon cette conception, la réalité sous-jacente aux manifestations physiques et psychiques de la perception est une unique substance. Elle s'identifie à la « chose en soi » ou noumène kantien. À la différence de Kant toutefois, il interprète le noumène comme une réalité objective partiellement connaissable et qui est causalement efficiente. Riehl parle de « théorie de l'identité » et de « monisme réaliste » pour qualifier cette conception paralléliste fondée sur l'identité « nouménale » du corps et de l'esprit.

## Principaux ouvrages
- Der philosophische Kritizismus und seine Bedeuntung für die positive Wissenschaft. Geschichte und System. (« La critique philosophique et son importance pour la science positive. Histoire et système »), Leipzig, 3 volumes, 1876-1877-1887.
- Beiträge zur Logik (« Contributions à la logique »), Leipzig, 1892.
- Zur Einführung in die Philosophie der Gegenwart (« Introduction à la philosophie contemporaine »), Leipzig, 1903.
- Philosophische Schriften aus vier Jahrzehnten (« Écrits philosophiques sur quatre décennies »), Leipzig, 1925.